# Ясуо Сузуки
Ясуо Сузуки (на японски: 鈴木 保男) е японски футболист.

## Национален отбор
Записал е и 2 мача за националния отбор на Япония.
| Япония | Япония | Япония |
| Година | Мачове | Голове |
| ------ | ------ | ------ |
| 1934   | 1      | 0      |
| 1935   | 0      | 0      |
| 1936   | 1      | 0      |
| Общо   | 2      | 0      |